# Ivoti
Ivoti, amtlich portugiesisch Município de Ivoti, ist eine Kleinstadt im Bundesstaat Rio Grande do Sul im Süden Brasiliens. Sie liegt etwa 55 km nördlich der Hauptstadt Porto Alegre an der Rota Romântica und grenzt an Estância Velha, Lindolfo Collor, Presidente Lucena, Morro Reuter, Dois Irmãos und Novo Hamburgo. Sie ist Teil der Metropolregion Porto Alegre.
Sie hatte nach der Volkszählung 2010 19.874 Einwohner, die am 1. Juli 2021 auf 25.068 Einwohner geschätzt wurden. Die Fläche beträgt 2017 63,151 km² (früher 74,25 km², wovon auf den städtischen Raum 16 km² und den ländlichen Raum 58,25 km² entfielen). Die Bevölkerungsdichte beträgt 314,7 Ew./km².

## Geschichte
Kern ist eine deutsche Kolonie im Vale de Rio dos Sinos namens Berghahnerschneiss, gegründet zwischen 1824 und 1826 von überwiegend aus dem Hunsrück stammenden Einwanderern. Sie lag ab 1864 im dritten Distrikt Bom Jardim von São Leopoldo. Am 31. Mai 1938 wurde der Ort umbenannt in Ivoti, das in der Tupi-Sprache „Blüte“ bedeutet. Am 8. September 1959 wurde Vila de Ivoti bei Gebietsreformen der neugegründeten Stadt Estância Velha unterstellt und nach einer Volksabstimmung vom 12. Juli 1964 am 19. Oktober 1964 zu dem Munizip Ivoti erhoben.

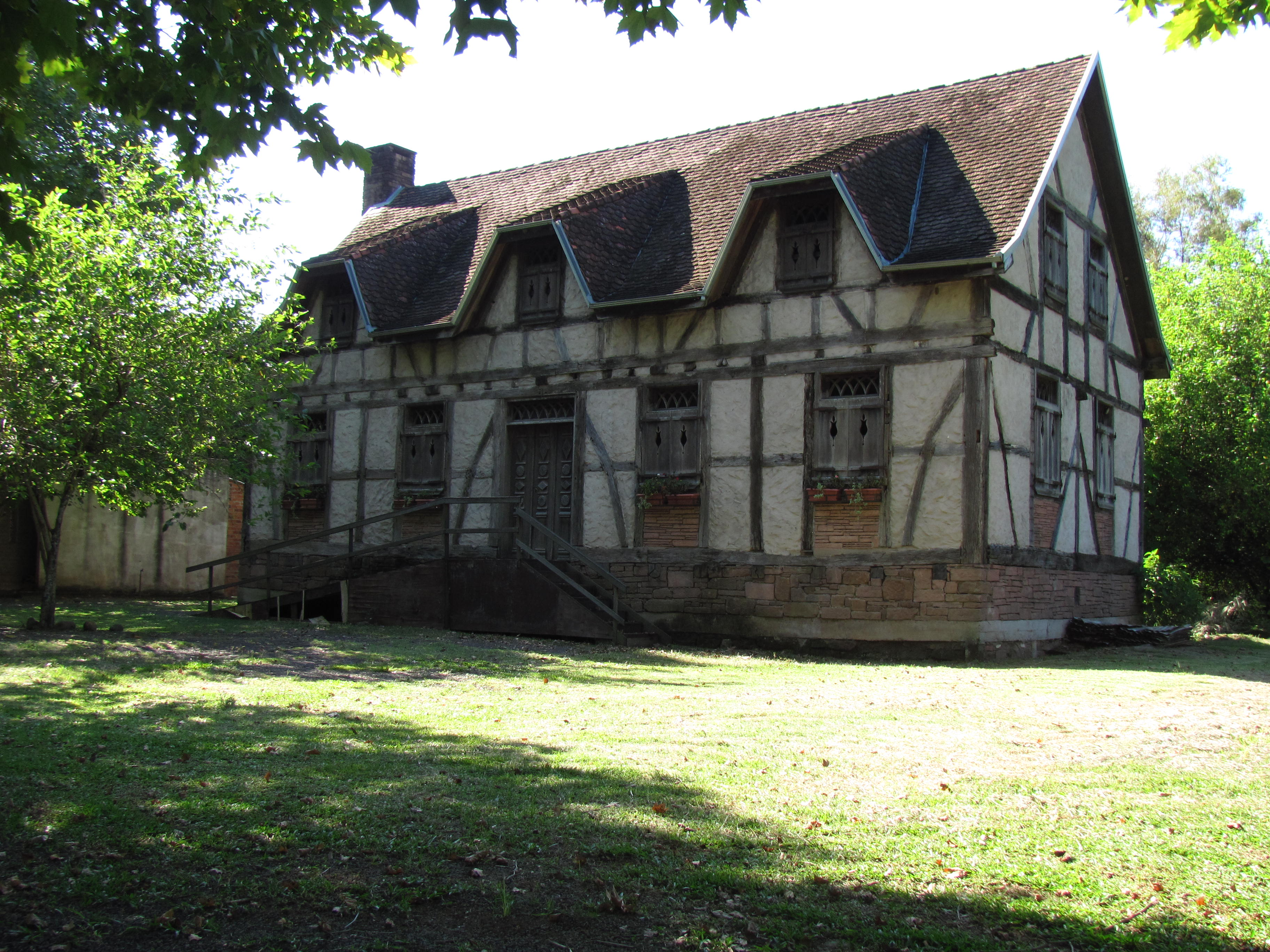
Fachwerkhaus in Ivoti

## Wirtschaft
Im ersten Sektor (Landwirtschaft) ist die Gartenkultur mit Früchten und Blumen sowie der Anbau von Bohnen und Maniok stark vertreten, dazu die Gewinnung von Gerbstoffen aus Pflanzen, Fleisch aus Geflügel- und Schweinezucht sowie Milch. Im zweiten Sektor tragen Kalkindustrie, Ledergewinnung, Textilien, Milcherzeugnisse, Tierfutter und Saftproduktion zur Wirtschaft bei.